# 世界難民の日
世界難民の日（せかいなんみんのひ、World Refugee Day）は、国際デーの一つ。2001年より毎年6月20日。

## 概要
2000年12月4日の国際連合総会の決議により制定された。
元は、アフリカ統一機構の『アフリカ難民条約』の発効の日であった。アフリカ地域およびアフリカ以外の地域での難民問題の深刻さに注目し、国連難民高等弁務官事務所（UNHCR）らの申し出により、『世界難民の日』が制定されることとなった。
世界各地で毎年イベントが実施されている。UNHCRは第1回の2001年には「難民の子供たち」をテーマとして掲げた。

## 日本でのキャンペーン
国際連合難民高等弁務官事務所の駐日事務所、国連UNHCR協会、特定非営利活動法人 なんみんフォーラム FRJなどが毎年キャンペーンを実施している。

### 2007年
2007年5月28日、ガールスカウト日本連盟とボーイスカウト日本連盟は、特定非営利活動法人日本UNHCR協会（当時）が呼びかけた「UNHCRアフガン難民プロジェクト」への協力に合意し、三者間の共同声明を発表した。

### 2011年
2011年6月20日、この日に合わせて、東京タワーが、国連カラーの青色にライトアップされた。

### 2016年
2016年6月20日は次のキャンペーン・イベントが実施された。
- 難民はここ（日本）にいます。Portraits of Refugees in Japan
- シンポジウム　『シリア危機　人として - 分かちあう責任』
- World Refugee Day in Shimokita: 世界難民の日 in しもきた